# Israel Grodner
Israel (Yisrol) Grodner (in yiddish ישראל גראָדנער‎?; 1848 – Londra, 1887) è stato un attore teatrale lituano, fu uno dei fondatori del teatro yiddish.

## Biografia
Un Ebreo lituano che si trasferì all'età di 16 anni a Berdičev, Ucraina, Impero russo, il Broder singer e attore era a Iaşi, in Romania nel 1876 quando Abraham Goldfaden lo reclutò come primo attore per quella che divenne la prima compagnia teatrale yiddish professionale. Jacob Adler osserva che come unico ebreo lituano nei primi anni del teatro yiddish, parlava deliberatamente un dialetto yiddish diverso sul palcoscenico, in modo che si fondesse meglio con gli altri attori. (Lo yiddish della Lituania differiva da quello dell'Ucraina e della Romania.)

## Carriera
Sebbene le sue prime esibizioni con Goldfaden siano generalmente considerate l'inizio del teatro professionale in lingua yiddish, come Broder singer Grodner era già una specie di attore, e aveva già partecipato a un concerto del 1873 a Odessa, in Ucraina, in cui lui e altri Broder singer cantavano canzoni (incluse alcune di Goldfaden) e improvvisavano materiale comico tra le canzoni, molto simile alle prime commedie musicali comiche di Goldfaden, altamente improvvisate. L'attore Jacob Adler, già un grande fan del famoso teatro in lingua russa di Odessa a quel tempo, e che aveva visto Grodner esibirsi in taverne e ristoranti, indica nelle sue memorie la forte impressione che Grodner fece su di lui per come interpretava bene i suoi personaggi. Lulla Rosenfeld scrive che Grodner era conosciuto a Odessa come "Srolikl Papirosnik" (da papiros, sigaretta) perché aveva sempre una sigaretta che gli penzolava dal labbro.
Grodner incontrò sua moglie Annetta nei suoi viaggi come Broder singer. Era anche un bravo interprete e alla fine ha avuto una carriera tutta sua nel teatro yiddish.
Grodner si unì a Goldfaden nelle esibizioni al leggendario Gradina Pomul Verde ("Giardino di alberi da frutto verde") a Iaşi, poi, quando non potevano affittare un edificio teatrale a Iaşi, viaggiarono con lui per esibirsi a Botoșani, Galați, Brăila e infine Bucarest, dove la troupe ebbe un enorme successo, ma dove Grodner iniziò ad essere eclissato come attore protagonista da Sigmund Mogulesko.
Grodner lasciò la compagnia di Goldfaden per fondare la sua a Iaşi, portando con sé Moishe Finkel, Rosa Friedman e sua moglie, che era una brava cantante ma non era mai stata un'artista teatrale; presto si accodò anche Sokher Goldstein. Reclutò Joseph Lateiner come drammaturgo; la loro prima opera teatrale fu The Two Schmul Schmelkes, basata su una storia tedesca "Nathan Schlemiehl". 
Presto anche Mogulesko lasciò la compagnia di Goldfaden e si unì a quella di Grodner. Nel 1880 Grodner e Mogulesko andarono in tournée a Varsavia, ma presto Mogulesko prese il controllo della compagnia e soppiantò ancora una volta Grodner; Jacob Adler riferisce che in questo periodo fece anche un tour a Costantinopoli, si riunì brevemente a Goldfaden a Odessa, e poi si unì temporaneamente alla troupe itinerante di Israel Rosenberg, ma che in quel momento era già in cattive condizioni di salute.
Poco prima Grodner fondò una nuova compagnia a Riga, di nuovo con Finkel, Friedman e sua moglie Annetta, ora la loro prima donna; dopo il divieto del 1883 del teatro yiddish nella Russia imperiale, si recarono a Londra, che fu per breve tempo il centro del teatro yiddish. I Grodners stettero brevemente in una compagnia londinese con Jacob e Sonya Adler al Prescott Street Club di Londra, alla prima esibizione del quale interpretarono i protagonisti in Der Bel Tchuve (Il penitente) di N.M. Sheikevitch; interpretò anche il malizioso Tzingatan in una produzione di Shulamith di Goldfaden. Grodner presto partì per fondare un'altra compagnia in Galizia, con la quale andò in tournée a Vienna.

## La morte
I suoi viaggi continuarono: Londra, Varsavia, e poi di nuovo a Londra, dove morì nel 1887. Secondo Bercovici fu sepolto in una tomba anonima a "Stratford"; non è chiaro se questo significhi Stratford-upon-Avon o Stratford, Londra.